# Museo de Ciencia y Tecnología de Shanghái
El Museo de Ciencia y Tecnología de Shanghái (en chino: 上海科技馆, romanizado: Shànghǎi kējì guǎn) es un museo situado en el distrito de Pudong de Shanghái (China), cerca del Parque del Siglo, el espacio verde más grande del centro de la ciudad. Es uno de los museos más visitados de China, habiendo recibido 1 351 000 visitantes en 2020, pese a experimentar una caída del 72 % respecto a 2019 debido a las restricciones impuestas por la pandemia de COVID-19.

## Historia

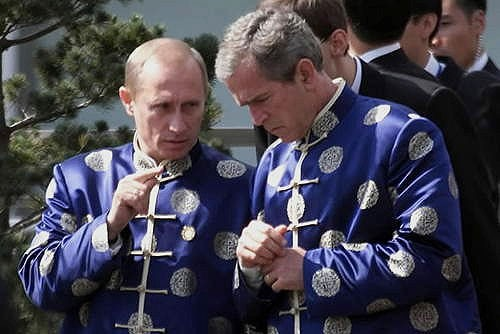
Los presidentes de Rusia y de los Estados Unidos Vladímir Putin y George W. Bush en la cumbre del Foro de Cooperación Económica Asia-Pacífico de 2001.

En 1995 se construyó la Century Square, y el Museo de Ciencia y Tecnología de Shanghái fue previsto para su lado occidental como un proyecto clave para la divulgación científica en la región del delta del río Yangtsé. En el marco del Huamu Civic Center, también pretendía contribuir a alejar el continuo desarrollo urbanístico de Pudong de Lujiazui y las orillas del río Huangpu. Las salas de conferencias y reuniones del museo se completaron a tiempo para albergar la cumbre del Foro de Cooperación Económica Asia-Pacífico los días 20 y 21 de octubre de 2001, en los que recibió al líder supremo de China, Jiang Zemin, al presidente de Rusia, Vladímir Putin, y al presidente de los Estados Unidos, George W. Bush.
La primera fase de la construcción del Museo de Ciencia y Tecnología de Shanghái se completó el 18 de diciembre de 2001, momento en el que abrió sus puertas al público general. Su tema inicial era la armonía de la naturaleza, la humanidad y la tecnología, y sus cinco primeras salas de exposiciones estaban dedicadas al Cielo y la Tierra, a la Vida, a la Sabiduría, a la Creatividad y al Futuro.
La segunda fase del proyecto abrió en mayo de 2005, momento en el que se convirtió en el primer museo de ciencia y tecnología que satisfacía las normas de calidad y gestión ambiental ISO 9000/14000. Desde su inauguración hasta 2010, recibió 19.5 millones de visitantes. La zona infantil y la exposición Luz de la sabiduría fueron renovadas entre enero y mayo de 2010, antes de la Exposición Universal de Shanghái que se celebró ese mismo año. Designada inicialmente como atracción turística de categoría AAAA por la Administración Nacional de Turismo de China, posteriormente ha sido ascendido a la categoría AAAAA. El presidente de los Estados Unidos, Barack Obama, celebró un encuentro con estudiantes shanghaineses en el Museo de Ciencia y Tecnología el 16 de noviembre de 2009, durante una visita oficial.

## Administración
El Museo de Ciencia y Tecnología de Shanghái no es una institución completamente pública, sino una fundación creada por la Administración pública y financiada por empresas privadas de la ciudad. Entre estas se encuentran el Pudong Development Bank, la Shanghai Science and Technology Investment Corporation, Beijing Zhijin Venture Capital y el Top Group. Esta fundación también administra otros museos de ciencia de Shanghái, como el Museo de Historia Natural de Shanghái o el Planetario de Shanghái.

## Arquitectura

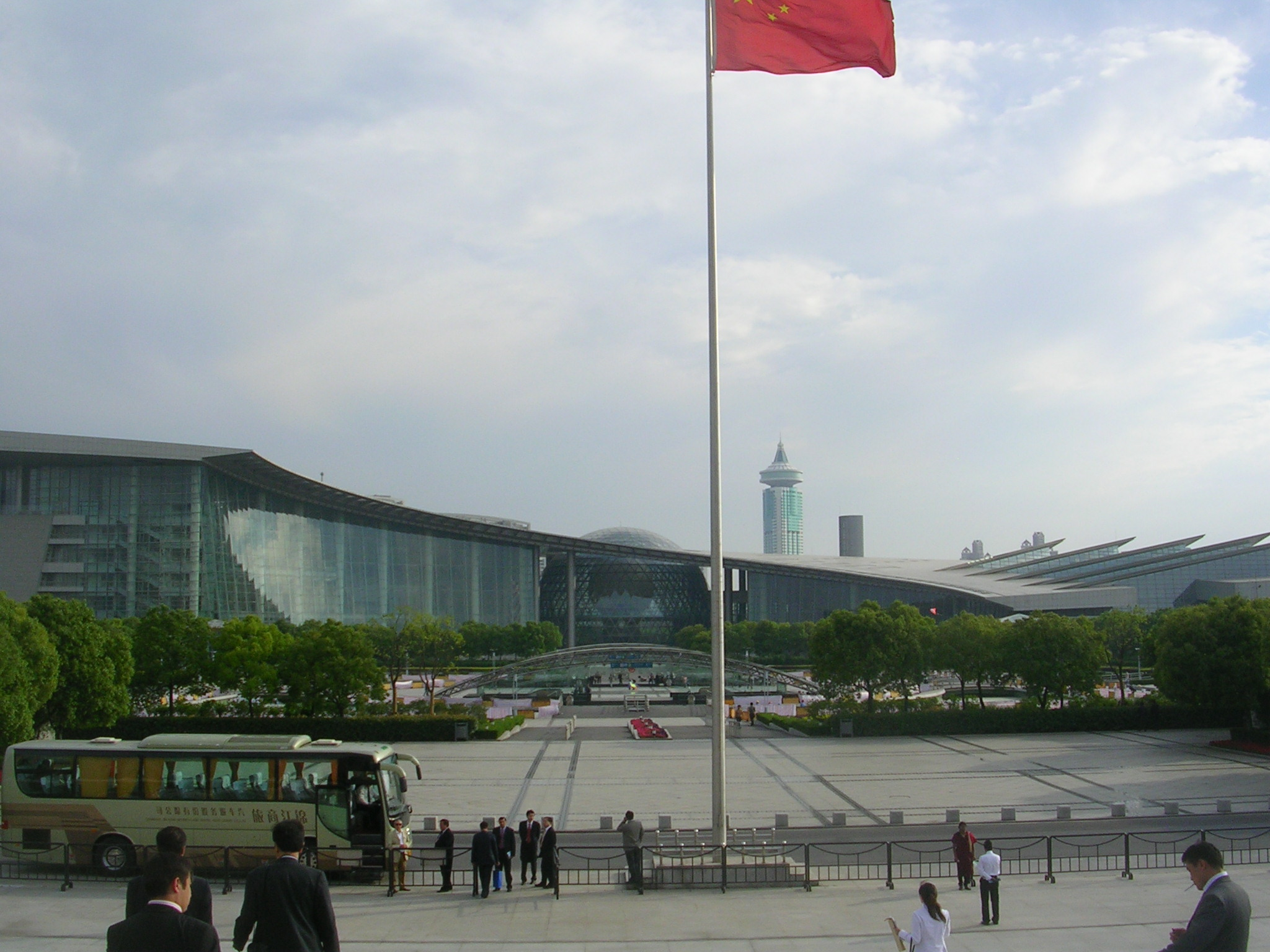
Vista de la espiral que constituye el museo.

El diseño original del museo fue realizado por el estudio shanghainés Creative Star Digital, contemplando que recibiera 2–3 millones de visitantes al año. Su construcción costó 3750 millones de yuanes (180 millones de dólares). El edificio del museo es una espiral ascendente que se eleva entre una y cinco plantas, lo que pretende simbolizar el progreso científico y tecnológico. La enorme esfera de vidrio en su centro representa el origen de la vida a partir del agua. Sus terrenos ocupan una superficie de 6.8 hectáreas, con una superficie edificada de 98 000 m². De estos, 65 500 m² son usados como espacio de exposiciones. El sistema de climatización del museo estaba digitalizado y era tan avanzado para la época que durante un tiempo fue considerado para una exposición separada por sí mismo.
Parte del Huamu Civic Center de Pudong, el museo se encuentra en el extremo sureste de la principal calle del distrito, la Century Avenue, dando también hacia la Century Square, una plaza de 250 000 m² con una estación de metro y una zona comercial subterránea. Cerca se encuentra el Parque del Siglo y, en su conjunto, el complejo ha ayudado a relanzar la zona y ha fomentado la construcción de edificios de apartamentos de lujo en los alrededores.

## Exposiciones

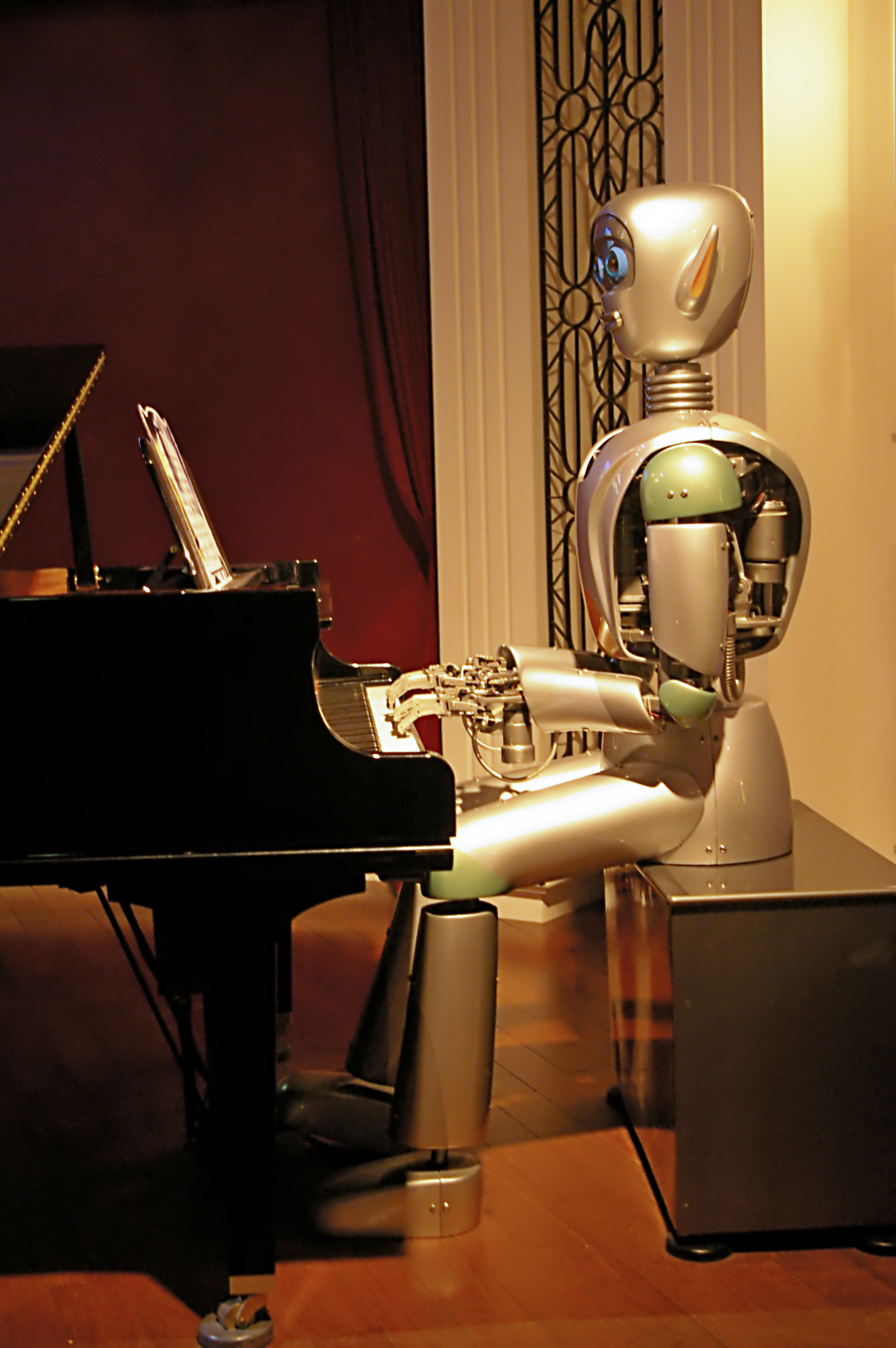
Un pianista en la exposición Un mundo de robots.

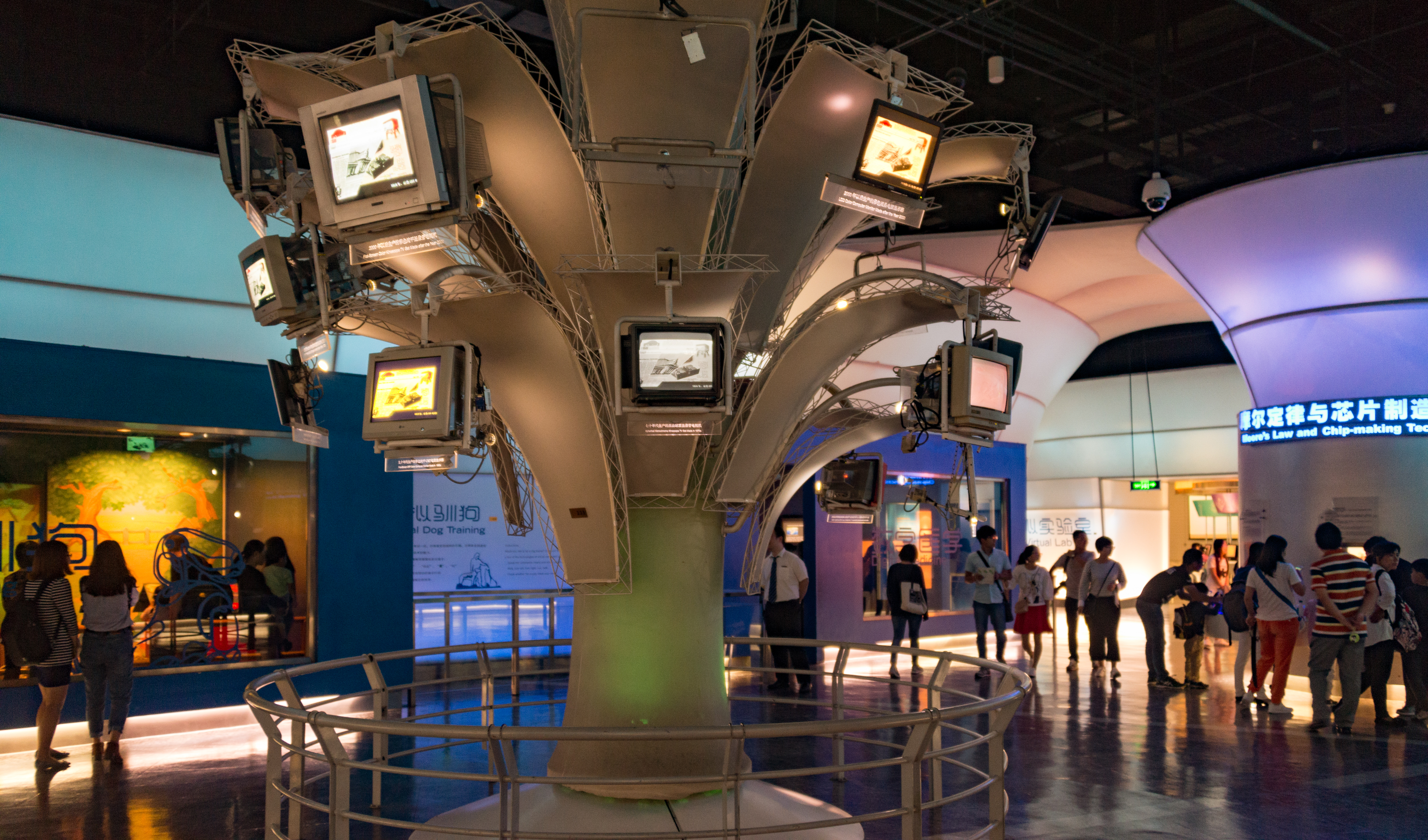
Parte de la exposición La era de la información.

El museo está dedicado a la divulgación científica, con un tema consistente en la armonía de «la naturaleza, la humanidad y la tecnología». Al igual que el edificio, las exposiciones originales fueron diseñadas por Creative Star Digital. Actualmente consta de catorce exposiciones permanentes y cuatro cines con tema científico. Las exposiciones son:
1. Espectro de la vida, una exposición natural que imita el paisaje de la provincia de Yunnan y exhibe la diversidad de su fauna.[14]
2. Exploración de la Tierra.
3. Cuna del Diseño o Diseñadores,[5][10] en la que los visitantes pueden usar herramientas CAD/CAM para diseñar y construir pequeñas piezas.[13]
4. La tierra del arcoiris de los niños.[A]
5. Luz de la sabiduría.
6. Un hogar en la Tierra.
7. La era de la información.
8. Un mundo de robots.
9. Luz de exploración, una exposición que muestra los logros científicos del ser humano durante el siglo xx.[15]
10. Ser humano y salud.
11. La navegación del espacio.
12. Un mundo de animales.[B]
13. Exposición de arañas.[B]

La Galería de la Ciencia y Tecnología China Antigua muestra antiguos inventos y obras chinos. La Galería de los Exploradores presenta a exploradores chinos y extranjeros. La Galería de los Académicos presenta a científicos contemporáneos de China, particularmente de Shanghái.
Previamente había también un «Paraíso de descubrimiento audiovisual», una pequeña central hidroeléctrica, un bosque lluvioso de 700 m², un aviario, un acuario y un «centro de terremotos» que incluía una plataforma móvil con vídeo en la que los visitantes podían experimentar terremotos simulados. Las exposiciones pretenden «representar el desarrollo científico de vanguardia» usando «métodos de exposición innovadores y únicos», pero muchas de ellas no han sido actualizadas desde su instalación. Esta situación es habitual en China, donde con frecuencia los museos subcontratan el diseño de todas sus exposiciones a empresas privadas sin ningún acuerdo a largo plazo sobre su mantenimiento o actualización.
También tiene dos salas de exposición temporal. El museo abrió con dos cines IMAX y posteriormente se añadieron otros dos, que hacen de este multicine el más grande de Asia dedicado a la educación científica, con diez mil espectáculos al año.

## Transporte

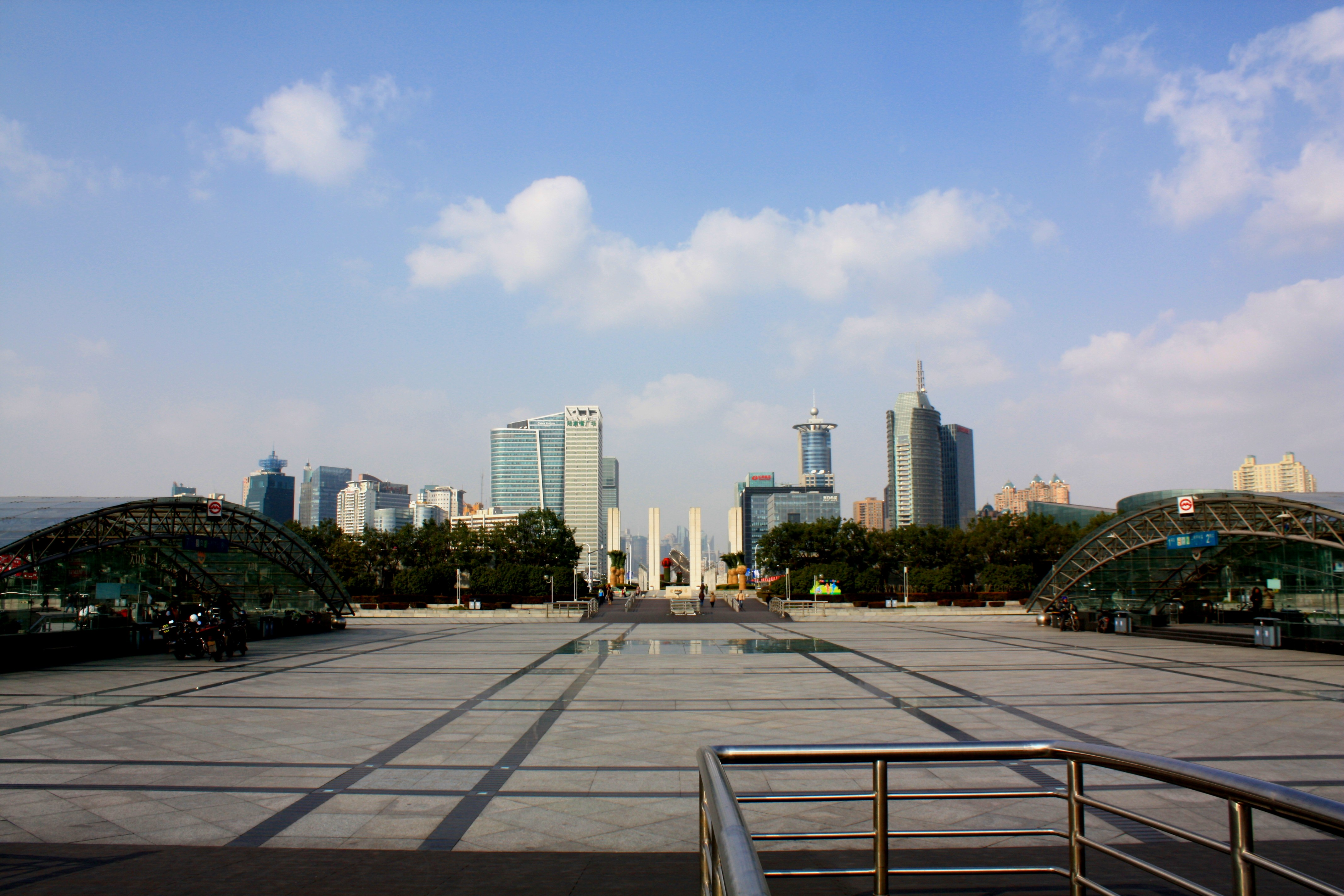
Vista hacia Century Avenue, mostrando las entradas de la estación de metro a cada lado de la plaza, delante del museo.

La Estación del Museo de Ciencia y Tecnología de Shanghái es una estación de la línea 2 del Metro de Shanghái. La Estación de la Calle Pudian de la línea 4 también está a poca distancia. El museo también cuenta con una parada de bus servida por varias rutas, incluidas la 794 y la 640.

## En la cultura popular
El vídeo promocional de la Exposición Universal de Shanghái de 2010 consta de varias escenas grabadas en el Museo de Ciencia y Tecnología de Shanghái y sus alrededores. Su aspecto futurista ha hecho que sea un escenario habitual para los medios de comunicación chinos.
Hay numerosas escenas grabadas en el museo en la película china Kung Fu Dunk, protagonizada por Jay Chou. La película india Chandni Chowk to China también tiene algunas escenas grabadas en el Museo de Ciencia y Tecnología. Por último, el museo fue el pit stop de la etapa 10 del programa de televisión The Amazing Race 16.